# Aerocomp Comp Air 7
L'Aerocomp Comp Air 7 est un avion utilitaire léger turbopropulsé commercialisé en kit pour la construction amateur par la société américaine Aerocomp.
Ce monoplan à aile haute contreventée et train fixe est une évolution aérodynamique du Comp Air 6 « fuselage large », pour 1 pilote et 6 passagers.
Le prototype [N4115J] a volé le 14 janvier 1999. Depuis Aerocomp a développé le modèle Comp Air 7 SLX avec un fuselage allongé de 30 cm juste derrière le siège du pilote (1 hublot supplémentaire) avec un allongement correspondant de la corde d’aile à l’emplanture, donnant plus de place aux passagers. On trouvait 15 Comp Air 7 sur le registre des immatriculations aéronautiques aux États-Unis début 2006 et 1 au Canada.
Le 13 novembre 2004 les Émirats arabes unis ont fait livrer à Bassorah (Irak) 5 Comp Air 7 SLX à train tricycle destinés à la reconstitution d'une armée de l'Air en Irak. Ces avions ont été initialement basés à Al Muthana, Bagdad, mais le 30 mai 2005 un de ces appareils s'est écrasé, tuant 1 Irakien et 4 Américains. Le 412th Maintenance Group de l’USAF a donc été chargé d’étudier en détail l’avion et les appareils ont été immobilisés en janvier 2006.
Après essais à Edwards AFB en avril 2006 et modifications du modèle de base, la troisième escadrille irakienne a été déclarée opérationnelle à Kirkouk le 3 mai 2006. Les 7 Comp Air sont depuis utilisés pour des missions de surveillance des pipelines irakiens.